# Бахов, Дмитрий
Дмитрий Бахов (род. 21 октября 1990 года) — молдавский волейболист.

## Карьера
Начинал спортивную карьеру в Чадыр-Лунге под руководством отца Георгия Бахова, потом тренировался в кишиневском спортклубе «Сперанца» под руководством Владимира Киселева.
Позже выступал за «Марек Юнион-Ивкони», являющийся лидером болгарского волейбола. В составе команды трижды становился чемпионом Болгарии.
В 2014 году выиграл золото румынской лиги в качестве игрока «Томиса» (Констанца), после чего подписал контракт с французским «Пари Волей» — победителем Кубка ЕКВ сезона 2013/2014 года .
Капитан сборной Молдовы по волейболу Дмитрий Бахов подписал контракт с турецким клубом "Инегол Беледиеспор". Соглашение рассчитано на сезон. Ранее молдавский игрок выступал в этой команде в сезоне 2016-2017.
В прошлом сезоне молдавский волейболист выступал за другой турецкий клуб, "Халкбанк" из Анкары.
Ранее Бахов также играл в Турции ещё за две команды. Кроме того, в его карьере значатся румынские "Unirea Dej" и "Tomis Constanța", а также французский "Paris Volley" в составе которых становится чемпионом  Румынии и Франции.

## Достижения
- 2011:  Чемпион Болгарии
- 2012:  Чемпион Болгарии
- 2013:  Чемпион Болгарии
- 2014:  Чемпион Румынии
- 2015:       Чемпион Франции